# Зуко
Зуко (англ. Zuko) — персонаж мультсериала «Аватар: Легенда об Аанге» и связанных с ним проектов. Являлся принцем Народа Огня, в конце оригинального сериала стал Хозяином Огня.

## Появления

### Мультсериал «Аватар: Легенда об Аанге»

#### Книга 1: Вода
В первом сезоне Зуко предстаёт одним из 2-х главных антагонистов, который пытается поймать Аватара Аанга в надежде вернуть себе честь. В течение всех событий Книги Первой он преследует Аватара со своим дядей Айро. В эпизоде «Буря» выясняется, как Зуко получил свой шрам. Он впервые присутствовал на военном совете с отцом и выступил против безжалостного плана генералов, которые хотели использовать собственных рядовых как «пушечное мясо». За эту дерзость отец устроил с сыном Агни Кай и обжёг ему лицо. Соперником Зуко по поимке Аватара является амбициозный адмирал нации Огня — Джао, который также пытается схватить Аватара для своей выгоды. Когда последнему удаётся это сделать, Зуко надевает Синюю маску и спасает Аанга из крепости адмирала. Под конец сезона Зуко выживает при покушении на него пиратов, спланированном Джао. Во время Осады Севера у Зуко получается схватить Аанга, но когда он уносит его, то их задерживает метель. Друзья Аватара спасают мага воздуха, не оставляя Зуко умирать на холоде. После Зуко сбегает от них и встречает Джао, вступая с ним в схватку. Однако появляется дух океана и утаскивает адмирала. Зуко пытается спасти Джао, но тот не принимает помощь принца и тонет от рук духа Океана. Из-за предательства Айро и неспособности Зуко привести ему Аватара, Хозяин Огня Озай поручает младшей сестре Зуко, Азуле, поймать брата и дядю.

#### Книга 2: Земля
Во втором сезоне Зуко и Айро путешествуют по Царству Земли как нищие беженцы, преследуемые Азулой. После недолгого разрыва с Айро, Зуко воссоединяется с дядей против Азулы. Когда Азула ранит Айро, Зуко на скорую руку вылечивает дядю, и тот сначала пытается обучить Зуко созданию молнии, но когда у Зуко не получается освоить данный приём, то Айро решает обучить племянника своей коронной технике перенаправления молнии с помощью магии огня, и как показали дальнейшие события, Зуко успешно освоил этот приём. Зуко и Айро отправляются в обнесённый стеной город Ба-Синг-Се и на какое-то время устраиваются работать в чайную лавку нижнего кольца. Зуко неохотно приспосабливается к своей новой жизни, а затем узнаёт о присутствии Аанга в городе и пытается украсть его летающего зубра Аппу. Однако Айро смог убедить юношу отказаться от своих планов по Аватару и отпустить зубра. Азула проникает в город, чтобы устроить госпереворот, и устраивает ловушку для Зуко и Айро. Зуко бросают в заключение к Катаре, подруге Аанга, и товарищи по несчастью проявляют сострадание друг к другу, когда общаются и узнают о себе побольше. Далее Аанг и Айро, которые стали союзниками, приходят, чтобы спасти их. Азула убедила Зуко предать всех ради того, чтобы вернуть свою честь. В результате битвы сестра Зуко смертельно ранит Аанга. Айро вмешивается и выигрывает время для Катары, чтобы та уходила с Аангом, и после того, как они ушли, Айро добровольно сдаётся. Катара воскрешает Аанга духовной водой, а Айро арестовывают за то, что он помог Аватару и его подруге сбежать из захваченного города.

#### Книга 3: Огонь
В третьем сезоне Зуко возвращается на родину как герой, ибо Азула приписывает ему убийство Аватара, но его это абсолютно не радовало. Он подозревает, что Аанг выжил, и нанимает убийцу, способного испускать взрывы из третьего глаза (которого Сокка прозвал Спарки-Спарки-Бу-Мэном) и поручает ему прикончить повелителя стихий, дабы ложь сестры не всплыла. Юноша возобновляет свои романтические отношения с подругой детства Мэй, но продолжает чувствовать себя виноватым и неуверенным в своих прошлых решениях. После того, как он узнаёт, что дедушкой его матери был Аватар Року, предшественник Аанга, а также о бесчеловечном плане Азулы и Озая сжечь всё Царство Земли дотла, Зуко решает предать свою страну и помочь Аангу свергнуть Озая, чтобы закончить войну, а затем восстановить эру мира не только для нации Огня, но и для всех остальных народов. Перед уходом, во время затмения, он высказывает всё отцу, и отправляется присоединиться к Аватару. Изначально команда отвергает его, но после того как Зуко помог им окончательно избавиться от посланного им же Спарки-Спарки-Бу-Мэна, всё же принимает его в свои ряды. Он обучает Аанга огненной магии и постепенно налаживает отношения со всеми членами команды Аватара.
Когда Зуко наконец воссоединяется с Айро в финале сериала, он со слезами на глазах просит прощения за все свои ошибки, и дядя с радостью прощает его, сказав племяннику, что он никогда не злился на него, лишь волновался из-за того, что он заблудился. Отказываясь от престола, Айро предлагает Зуко стать следующим Лордом Огня, потому что племянник действительно вернул свою честь, и только Зуко может вернуть честь остальному Народу Огня. Прибыв в столицу нации Огня с Катарой, Зуко сражается со своей сестрой Азулой за трон. Когда Азула терпит поражение, она стреляет в Катару молнией, и Зуко прыгает под удар, чтобы защитить девушку, и получает тяжёлое ранение. Катара побеждает Азулу и исцеляет Зуко. После того, как Аанг побеждает Озая, забирая его силу магии, и заканчивает войну, Зуко становится новым Лордом Огня, обещая эру мира, порядка и гармонии при поддержке Аватара.

### Мультсериал «Легенда о Корре»

Зуко в старости

#### Книга 3: Перемена
Выясняется, что больше 13 лет назад до событий Книги Третьей, Зуко вместе с Тензином, Соккой и Тонраком спас юную Корру от похищения Захиром и его бандой из Красного лотоса. В настоящем времени Зуко сообщают, что Захир стал магом воздуха и сбежал из тюрьмы. Он отправляется к Эске и Десне, чтобы предотвратить побег Пэ’Ли, возлюбленной Захира, способной испускать взрывы из третьего глаза, но её все равно освобождают. После того, как Захир убивает Царицу Земли, Зуко возвращается на родину, чтобы защитить свою дочь Изуми, правящую нацией Огня. Перед улётом он даёт Корре совет, а также удивляется, узнав, что Аватар говорила с его дядей в мире духов. После победы Корры над Захиром Зуко посещает церемонию, на которой Джинору объявляют учителем магии воздуха, и выражает обеспокоенность по поводу сохраняющейся угрозы Красного лотоса.

#### Книга 4: Равновесие
Зуко в последний раз безмолвно появляется на коронации царевича Ву вместе с дочкой.

### Кинематограф

Даллас Лю (слева) и Дев Патель (справа) в роли Зуко

В фильме «Повелитель стихий» (2010) роль Зуко исполнил актёр Дев Патель. В сериале «Аватар: Легенда об Аанге», вышедшем на Netflix в 2024 году, персонажа сыграл Даллас Лю. В сентябре 2021 года в интервью сайту ComicBook.com Лю назвал Зуко одним из своих любимых персонажей в сериале и заявил, что на текущий момент это самая большая его роль. 

## Отзывы и критика
Зуко, эта бедная, измученная душа, которая прожила жизнь, полную страха, жестокости и ярости. Он никогда не знал, кем он был. Его наивысшая способность отказаться от семьи, своей «чести» и одобрения отца показала его умение распознавать истинное добро и истинное зло, а также тот факт, что настоящая семья не эквивалентна крови. То, как Зуко не только боролся за добро, но и обрёл внутренний покой и равновесие, было ошеломляюще и прекрасно. Его путь к искуплению был непростым, так как был полон неудач, неуверенности в себе и внутренних конфликтов. Но его окончательное решение — не что иное, как выдающееся повествование.
Льюис Кемнер из Comic Book Resources написал, что «в детстве Зуко был приятным человеком: вежливым и серьёзным ребёнком, который никогда никому не причинял вреда». Журналист отметил, что «он часто ссорился со своей безжалостной сестрой Азулой, но в остальном Зуко был практически во всех отношениях похож на Аанга». Кемнеру понравилось, что в «Кипящей скале» Зуко согласился помочь Сокке спасти его отца «несмотря на риски, и это особенно примечательно, поскольку у Зуко не было никакой личной связи с Хакодой». В конце он написал, что «Зуко был героем».
Иша Бесси из BuzzFeed написала, что «личность Зуко представляет собой восхитительную смесь неловкости и очарования». Журналистке нравятся его «красивые волосы», и она считает его «лучшим персонажем в мультсериале „Аватар: Легенда об Аанге“». Брэду Каррану из Screen Rant понравилась арка искупления персонажа, и он сравнивал её с искуплением Кайло Рена. Жаклин Аппелгейт из Comic Book Resources отмечала финальную сцену из эпизода «Погоня», когда Азула вырубила Айро, и Катара хотела помочь; журналистка написала, что «если бы Зуко был в тот момент немного более уравновешенным и, что более важно, был готов принять помощь других, он мог бы начать свою дружбу с командой Аватара намного раньше», но «его гнев — то, что стояло на его пути».
Зак Блюменфельд из журнала Paste поставил Зуко на 1 место среди 20 лучших персонажей из вселенной «Аватара» и отметил, что он является «самым неотразимым персонажем в мультсериале». Брукс Томас подчеркнул, как Зуко ожидал целую ночь, пока выспится дядя Айро, чтобы помириться с ним в эпизоде «Комета Созина. Часть 2». Захари Прайценер из Game Rant рассматривал 10 цитат Зуко и на 1 место включил слова принца в «Осаде Севера» о том, что ему «не нужна удача» и что борьба сделала его сильным. Аджай Аравинд посчитал, что «самым позорным поступком Зуко» было его предательство дяди Айро в Ба-Синг-Се в конце второго сезона.

### Комментарии
1. ↑  Так его называет Азула
2. ↑  Будучи в бегах